# Alfio Cavicchioli
Alfio Cavicchioli (Mantova, 15 ottobre 1910 – ...) è stato un allenatore di calcio e calciatore italiano, di ruolo attaccante.

## Carriera
Vanta 16 partite in Serie A con la maglia della Cremonese. Giocò col Carpi nel 1933-1934, nell'Empedoclina alla fine del decennio e quindi nella Benacense.